# Olympische Sommerspiele 1948/Teilnehmer (Spanien)
| Gelbes Symbol für Goldmedaillen mit stilisierten Olympischen Ringen | Graues Symbol für Silbermedaillen mit stilisierten Olympischen Ringen | Braundes Symbol für Bronzemedaillen mit stilisierten Olympischen Ringen |
| ------------------------------------------------------------------- | --------------------------------------------------------------------- | ----------------------------------------------------------------------- |
| —                                                                   | 1                                                                     | —                                                                       |

Spanien nahm an den Olympischen Sommerspielen 1948 in London mit einer Delegation von 65 männlichen Athleten an 37 Wettkämpfen in elf Sportarten teil.
Die spanischen Sportler gewannen eine Silbermedaille, die sich die Springreiter José Navarro Morenes, Marcelino Gavilán und Jaime García im Mannschaftswettkampf sicherten. Fahnenträger bei der Eröffnungsfeier war der Offizielle Fabián Vicente del Valle.

## Teilnehmer nach Sportarten

### Boxen
- Luis Martínez
Fliegengewicht: im Viertelfinale ausgeschieden
- Álvaro Vicente
Bantamgewicht: 4. Platz
- Felipe Verdú
Federgewicht: im Achtelfinale ausgeschieden
- Agustín Argote
Leichtgewicht: in der 1. Runde ausgeschieden
- Aurelio Díaz
Weltergewicht: im Viertelfinale ausgeschieden
- Jaime Oliver
Mittelgewicht: in der 1. Runde ausgeschieden
- Alejandro Arteche
Halbschwergewicht: in der 1. Runde ausgeschieden
- José Arturo Rubio
Schwergewicht: im Achtelfinale ausgeschieden

### Hockey
- 10. Platz
Enrique Sáinz
Rafael Ruiz
Manuel Royes
Luis Pratsmasó
Francisco Jardón
Fernando Jardón
Eduardo Jardón
Pedro Gasset
Pedro Farreras
Enrique Estébanos
Juan del Campo
Ricardo Cabot y Boix
Jaime Allende
Manuel Agustín

### Kunstwettbewerbe
- Daniel Vázquez

### Leichtathletik
- Juan Adarraga
800 m: im Vorlauf ausgeschieden
1500 m: im Vorlauf ausgeschieden
- Gregorio Rojo
5000 m: im Vorlauf ausgeschieden
10.000 m: Rennen nicht beendet
- Constantino Miranda
10.000 m: Rennen nicht beendet
3000 m Hindernis: 8. Platz
- Manuel Suárez
110 m Hürden: im Vorlauf ausgeschieden
- Enrique Villaplana
50 km Gehen: 9. Platz
- Félix Erauzquin
Diskuswurf: 14. Platz
- Pedro Apellániz
Speerwurf: 18. Platz

### Moderner Fünfkampf
- Alberto Moreiras
Einzel: 22. Platz
- José Luis Riera
Einzel: 23. Platz
- Manuel Bernabeu
Einzel: 36. Platz

### Reiten
- Carlos Kirkpatrick
Dressur: 14. Platz
- Jaime García
Springreiten: 5. Platz
Springreiten Mannschaft: Silber
- José Navarro Morenes
Springreiten: 10. Platz
Springreiten Mannschaft: Silber
- Marcelino Gavilán
Springreiten: 16. Platz
Springreiten Mannschaft: Silber
- Joaquín Nogueras
Vielseitigkeit: 5. Platz
Vielseitigkeit Mannschaft: 5. Platz
- Fernando Gazapo
Vielseitigkeit: 26. Platz
Vielseitigkeit Mannschaft: 5. Platz
- Santiago Martínez
Vielseitigkeit: 29. Platz
Vielseitigkeit Mannschaft: 5. Platz

### Rudern
- Juan Omedes
Einer: im Viertelfinale ausgeschieden

### Schießen
- Luis Palomo
Schnellfeuerpistole 25 m: 17. Platz
Freie Pistole 50 m: 38. Platz
- José Luis Alonso Sillero
Schnellfeuerpistole 25 m: 46. Platz
- Pelegrín Esteve
Schnellfeuerpistole 25 m: 58. Platz
- Ángel León
Freie Pistole 50 m: 6. Platz
- Cristobál Tauler
Kleinkalibergewehr liegend 50 m: 62. Platz
- José Manuel Andoin
Kleinkalibergewehr liegend 50 m: 64. Platz

### Schwimmen
- Jesús Domínguez
100 m Freistil: im Vorlauf ausgeschieden
1500 m Freistil: im Vorlauf ausgeschieden
4-mal-200-Meter-Freistil-Staffel: im Vorlauf ausgeschieden
- Manuel Guerra
100 m Freistil: im Vorlauf ausgeschieden
100 m Rücken: im Vorlauf ausgeschieden
4-mal-200-Meter-Freistil-Staffel: im Vorlauf ausgeschieden
- Isidoro Pérez
100 m Freistil: im Vorlauf ausgeschieden
400 m Freistil: im Vorlauf ausgeschieden
4-mal-200-Meter-Freistil-Staffel: im Vorlauf ausgeschieden
- Alejandro Febrero
400 m Freistil: im Vorlauf ausgeschieden
1500 m Freistil: im Vorlauf ausgeschieden
- Isidoro Martínez-Vela
400 m Freistil: im Vorlauf ausgeschieden
1500 m Freistil: im Vorlauf ausgeschieden
4-mal-200-Meter-Freistil-Staffel: im Vorlauf ausgeschieden
- Francisco Calamita
100 m Rücken: im Vorlauf ausgeschieden

### Segeln
- Juan Manuel Alonso
Firefly: 19. Platz
- José María Alonso
Drachen: 9. Platz
- José Luis Allende
Drachen: 9. Platz
- Eduardo Aznar
Drachen: 9. Platz

### Wasserball
- 8. Platz
Juan Serra
Valentín Sabate
Angel Sabata
José Pujol
Agustín Mestres
Carlos Martí
Carlos Falt
Francisco Castillo